# Steve Jobs (pel·lícula)
Steve Jobs és una pel·lícula biogràfica estatunidenca de l'any 2015 basada en la vida del cofundador d'Apple', Steve Jobs, i protagonitzada per Michael Fassbender en el paper principal i Kate Winslet, Seth Rogen, Katherine Waterston, Michael Stuhlbarg i Jeff Daniels en els papers secundaris. La filmació és dirigida per Danny Boyle, produïda per Scott Rudin i basada en un guió d'Aaron Sorkin adaptat a partir de la biografia de Walter Isaacson titulada Steve Jobs. S'estrenà el 9 d'octubre del 2015 als Estats Units i l'1 de gener del 2016 a Espanya. S'ha doblat i subtitulat al català.

## Trama
La pel·lícula es divideix en tres actes establerts en el període previ als llançaments de productes claus organitzats pel cofundador d'Apple, Steve Jobs. El primer mostra a Jobs i la seva mà dreta Joanna Hoffman bregant amb problemes abans del llançament del Macintosh el 1984. La veu de demostració de l'ordinador no podia dir "hola", i Jobs li demanda a l'enginyer Andy Hertzfeld que ho arregli, amenaçant d'humiliar públicament en la presentació. Hertzfeld finalment suggereix fer veure la demo usant el prototip de la Macintosh 512K. Mentrestant, Jobs s'enfurisma perquè un article de la revista Time va exposar la seva disputa de paternitat amb el seu exnúvia Chrisann Brennan: Jobs nega que és el pare de la filla de cinc anys de Brennan, Lisa. Brennan arriba amb Lisa per enfrontar a Jobs; S'hi amarga sobre les seves negacions i la seva negativa a donar-li suport malgrat la seva riquesa. Jobs accedeix a proveir-los més diners i una casa, però segueix negant la seva paternitat. Steve "Woz" Wozniak desitja que Jobs faci el bé i reconegui l'equip de l'Apple II en el seu discurs, però Jobs es refusa a reconèixer la vella ordinador. Un flashback mostra als dos creant l'Apple II, revelant que les idees de Wozniak van fer reeixit al producte. Jobs discuteix llavors la política de la companyia amb el CEO John Sculley; ells discuteixen sobre la vida de Jobs com un nen adoptat, i aquest admet que la seva necessitat de control deriva en la impotència de rendir-se.
Un muntatge mostra que el Macintosh no va complir amb les expectatives i la companyia acomiada Jobs, qui funda una altra empresa, NeXT. El segon acte de la pel·lícula mostra a Jobs preparant-se per al llançament de l'ordinador NeXT al War Memorial Opera House el 1988. Ell passa el temps amb Lisa, ja amb 9 anys, a qui ara reconeix com la seva filla. La vida de Lisa amb Brennan és difícil, i Jobs acusa Brennan de comportar-se de forma erràtica i d'usar a Lisa per obtenir diners d'ell. Wozniak arriba per donar suport a Jobs en el que ell prediu com un altre llançament desastrós. Jobs s'enfronta a Wozniak, ja que aquest últim critica l'actitud difícil de Jobs, i Wozniak admet la seva frustració amb l'engrandiment de Jobs, qüestionant les seves contribucions. Jobs compara el seu paper amb el d'un director d'orquestra, que dirigeix a "músics" com Wozniak. Hertzfeld mostra a Jobs una paròdia d'un comunicat premsa que mostra que Apple compra a NeXT per la seva OS i nomena a Jobs com CEO. Sculley apareix, desafiant a la narrativa en la qual va acomiadar a Jobs. Un flashback revela que quan Sculley es va traslladar a eliminar gradualment el Macintosh, ell li va advertir a Jobs que el consell ho anava a acomiadar si tocava el tema, però Jobs se'n va anar al consell de tota manera, forçant el vot que el va deixar fora d'Apple. Mentrestant, Hoffman i Jobs discuteixen sobre la direcció sense sentit de NeXT, Hoffman s'adona que Jobs ha fet el disseny de l'ordinador per atraure Apple i que aquests comprin NeXT.
Un altre muntatge mostra que Apple va seguir disminuint; la companyia va acomiadar a Sculley, va comprar NeXT, i va nomenar CEO a Jobs. El tercer acte retrata Jobs preparant la presentació de l'iMac el 1998 al Davies Symphony Hall, sent aquesta l'ordinador que va restaurar la companyia. Jobs té una discussió amb Lisa (ja en edat adolescent), ja que ella va permetre a la seva mare vendre la casa que ell va comprar per a elles. Hoffman li recorda a Jobs que ell la va amenaçar de suspendre la matrícula universitària de Lisa; ell afirma que no vol dir res, ja que només van ser paraules. Hertzfeld revela que ell va pagar la matrícula de Lisa i li va suggerir anar a teràpia, impressionant a Jobs. Wozniak una vegada més li demana a Jobs crèdit per a l'equip de l'Apple II en el llançament, però Jobs es refusa novament, donant els seus arguments. Sculley arriba en secret i tots dos fan les paus. Una exasperada Hoffman insisteix a Jobs que arregli les coses amb Lisa. Jobs es disculpa pels seus errors del passat, admetent el mal que ha fet. La pel·lícula acaba amb Lisa mirant al seu pare pujant a l'escenari per introduir l'iMac i després camina cap a ella.

## Repartiment
- Michael Fassbender com Steve Jobs, cofundador d'Apple.
- Kate Winslet com Joanna Hoffman, executiva en màrqueting per Apple i NeXT, y mà dreta de Jobs al metratge.
- Seth Rogen com Steve Wozniak, cofundador d'Apple i creador de l'Apple II.
- Jeff Daniels com John Sculley, CEO d'Apple des del 1983 fins al 1993.
- Katherine Waterston com Chrissan Brennan, exparella d'Steve Jobs i mare de Lisa.
- Michael Stuhlbarg com Andy Hertzfeld, membre de l'equipe de desenvolupament original del Macintosh.
- Makenzie Moss, Ripley Sobo i Perla Haney-Jardine com Lisa Jobs (diferents edats), la filla d'Steve Jobs i Chrissan Brennan.
- Sarah Snook com Andrea Cunningham, mànager del llançament del Macintosh i de l'iMac.
- Adam Shapiro com Avie Tevanian, enginyer en programari per NeXT i més tard per Apple.
- John Ortiz com Joel Pforzheimer, un periodista de la revista GQ que entrevista a Jobs al llarg del film.
- Stan Roth com George Coates, director de teatre al llançament de la computadora NeXT.

## Crítiques professionals
Luis Martínez, del diari El Mundo, la catalogà com una de les escasses filmacions sobre l'home que fundà el món d'avui en dia, mentre que Javier Ocaña, del diari El País, la qualifica d'un interessantíssim metratge quasi conceptual d'ànima i foc shakesperians. Oti Rodríguez Marchante, del diari ABC, la considera com una filmació amb un notable guió i d'enfocament hiperrealista, i per la seva part, Peter Travers, del Rolling Stone, la considera una filmació molt ben realitzada i interpretada, dinàmica, fresca i ben portada.